# Durbin (Virginia Occidentale)
Durbin è un comune degli Stati Uniti d'America, situato nello Stato della Virginia Occidentale, nella contea di Pocahontas.